# Малинове джерело
Малиновий джерело розташоване на території природного парку «Кумисна поляна», знаходиться в районі 10-ї Дачної (Малиновий яр) м. Саратов.
Джерело має багату історію. З його ім'ям пов'язано багато легенд. Відомо, що вперше облаштоване у 1904 році Селянським Поземельним банком, який здавав ділянки багатим купцям і чиновникам. Реконструкцію провели відомий саратовський скульптор Віктор Іванович Бєлозьоров і його сини. Вони буквально перетворили як зовнішній вигляд, так і всю гідротехнічну систему джерела.
Джерело видає 1,5 кубометра на годину чистої прохолодної води. Кожен день сюди за водою приходять більше сотні саратовців.
Має статус пам'ятки природи.